# Marcus Aurelius Cléandre
Marcus Aurelius Cléandre (en grec moderne : Μᾶρκος Αὐρήλιος Κλέανδρος ; décédé en 190), également connu sous le nom de Cléandre, est un romain affranchi bénéficiant d'une influence considérable, en tant que chambellan et favori de l'empereur Commode. Cléandre prend le commandement de la garde prétorienne et discrédite les principaux bureaux de l'État romain en les vendant au plus offrant. Sa carrière est racontée dans les écrits de Dion Cassius et d'Hérodien, ainsi que dans l'Historia Augusta.

## Carrière
La date de naissance de Cléandre est inconnue. Selon Hérodien, il serait originaire de Phrygie (région d'Asie Mineure) et ferait partie des esclaves mis en vente par le commissaire-priseur public au profit de l'État. Selon Dion Cassius, il aurait été vendu à Rome au sein d'un lot d'esclaves destinés à être porteurs de bagages. Quoi qu'il en soit, en 182, il s'est suffisamment élevé dans la hiérarchie pour faire partie de la maison impériale et a épousé la maîtresse de l'empereur Commode, Damostratia. Cléandre joue ensuite un rôle crucial dans la mort du chambellan Saoterus — alors favori de Commode —, ce qui lui permet de le remplacer à cette position et de bénéficier rapidement de la confiance totale de l'empereur. Par la suite, il commence à comploter contre le préfet du prétoire Tigidius Perennis, qui exerce les principales responsabilités du gouvernement, étant donné que l'empereur Commode ne souhaite pas s'occuper de l'administration. 
En 184, Cléandre permet à un détachement de soldats britanniques, amené en Italie pour réprimer le banditisme, de dénoncer Perennis à l'empereur. Commode les autorise alors à exécuter le préfet. De plus en plus influent, Cléandre entreprend de s'arroger différents pouvoirs et de s'enrichir en devenant responsable de toutes les fonctions publiques. C'est ainsi que, selon son bon plaisir, il vend et octroie l'entrée au Sénat mais aussi des  commandements dans l'armée, des charges de gouverneur et même le consulat (consuls suffects). Au début de l'année 188, Cléandre se débarrasse du préfet du prétoire Atilius Aebutianus et prend lui-même le commandement suprême de la garde prétorienne, en s'élevant au rang de pugione (porte-poignard) et en s'adjoignant deux préfets du prétoire subordonnés. Cléandre est alors au zénith de son pouvoir. Profitant de sa position, il continue à vendre des fonctions publiques au plus offrant, en tant qu'activité privée. Le point culminant est atteint en 190, lorsque 25 consuls suffects sont élus — un record dans les 1 000 ans d'histoire du consulat romain — à l'instigation de Cléandre (parmi ceux-ci, se trouve le futur empereur Septime Sévère). Cléandre partage les recettes avec l'empereur, mais en utilise aussi une partie pour les bâtiments et les travaux publics.
Cependant, en juin 190, Rome rend Cléandre responsable de la pénurie de nourriture qui la touche et que le préfet de l'annone Papirius Dionysius, chargé des approvisionnements en grains, a contribué à aggraver. Comme le raconte le sénateur et historien contemporain de Cléandre, Dion Cassius, à la fin du mois de juin, la foule manifeste son mécontentement à l'encontre de Cléandre lors d'une course de chevaux au Circus Maximus. En réponse, Cléandre envoie la Garde prétorienne pour mettre fin aux troubles, mais Pertinax, le préfet de Rome, ordonne aux vigiles urbains de s'y opposer. Cléandre s'enfuit alors chez l'empereur Commode pour se protéger. Mais la foule le suit et réclame sa tête. À la demande de sa maîtresse Marcia, Commode fait alors décapiter Cléandre et tuer son fils.
Edward Gibbon raconte ce qui suit : 

« Le peuple en colère demanda la tête de l'ennemi public. Cléandre, qui commandait les gardes prétoriennes, ordonna alors à un corps de cavalerie de sortir et de disperser la foule séditieuse. Celle-ci s'enfuit avec précipitation vers la ville ; plusieurs furent tués et beaucoup d'autres furent piétinés à mort ; mais quand les cavaliers entrèrent dans les rues, leur poursuite fut arrêtée par une pluie de pierres et de fléchettes provenant des toits et des fenêtres des maisons. Les gardes, qui avaient longtemps été jaloux des prérogatives et de l'insolence de la cavalerie prétorienne, embrassèrent la cause du peuple. Le tumulte se transforma alors en un corps-à-corps brutal entre les deux partis, qui allait probablement finir en massacre. Les prétoriens finirent néanmoins par céder, succombant sous le nombre. La fureur du peuple se porta alors, avec une violence redoublée, contre les portes du palais, où Commode était plongé dans le luxe et inconscient de la guerre civile qui avait éclaté... L'empereur sortit de son rêve de plaisir et ordonna que la tête de Cléandre soit apportée au peuple. Ce spectacle tant désiré apaisa instantanément la révolte... »

## Filmographie
- Cléandre fait partie des personnages de l'épopée cinématographique, La Chute de l'Empire romain, sortie en 1964. Dans celle-ci, Cléandre est interprété par Mel Ferrer. Il est dépeint comme un homme aveugle et sinistre qui empoisonne le père de Commode, l'empereur Marc Aurèle.
- Dans la saison 1 de la série documentaire Roman Empire produite par Netflix, Cléandre est interprété par Jared Turner.